# 런던 조약 (1839년)

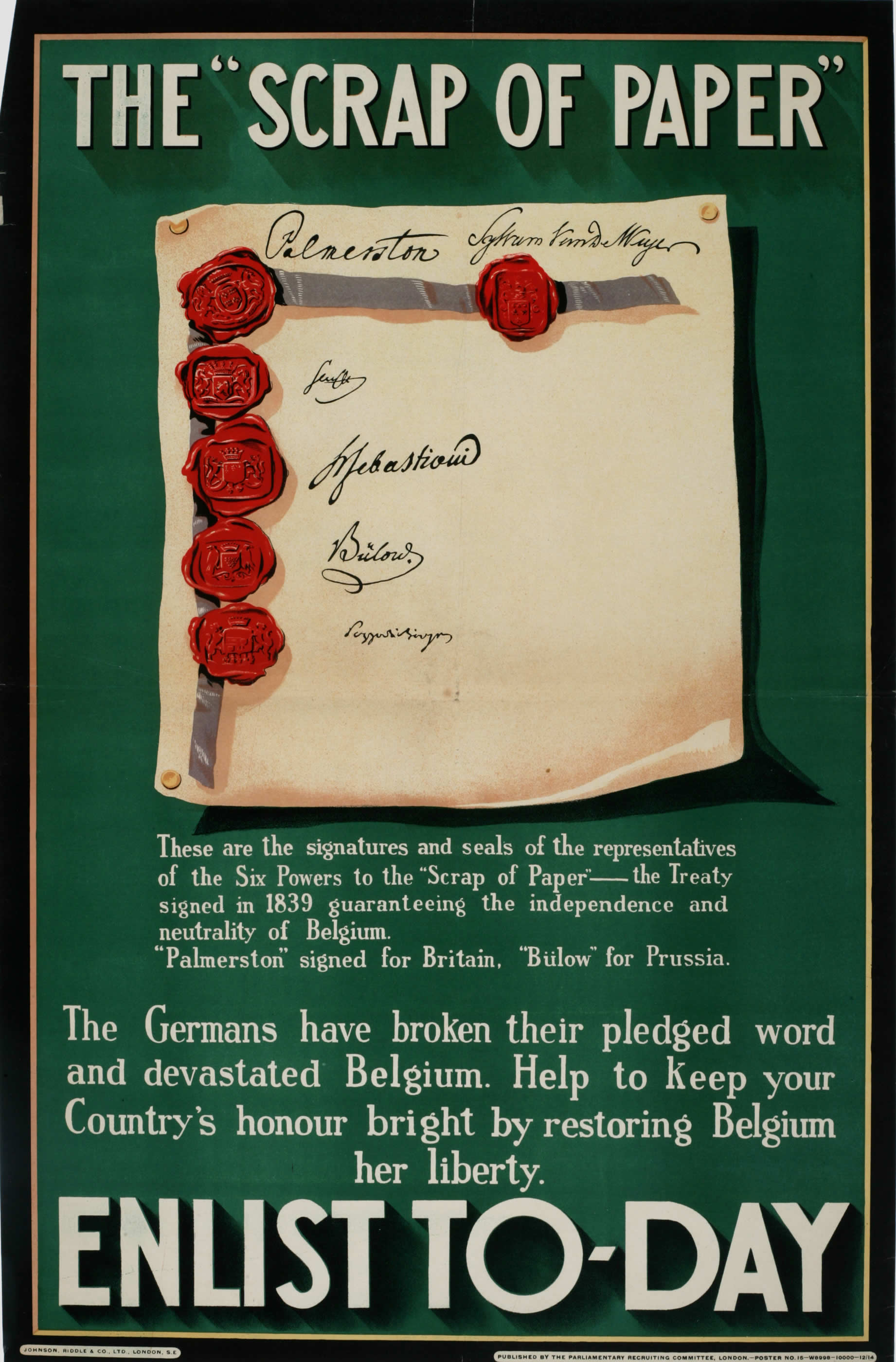
1914년 영국에서 제작된 선전 포스터에 등장한 1839년 런던 조약("종잇조각") 문서.

런던 조약(영어: Treaty of London)은 1839년 4월 19일 런던에서 벨기에와 네덜란드 연합왕국 사이에서 체결된 조약이다. 벨기에가 네덜란드로부터 완전히 분리된 독립 국가가 되며 영세중립국으로 남는다는 내용이다. 벨기에, 네덜란드 연합왕국 외에 오스트리아 제국, 프랑스, 독일 연방, 러시아 제국, 영국(그레이트브리튼 아일랜드 연합왕국)이 이 조약을 승인하면서 벨기에는 독립 국가로 승인받았다. 한편 룩셈부르크는 이 조약에서 벨기에에 영토를 할양해야 했고, 이 조약을 통해 오늘날 룩셈부르크의 국경이 확정되었다.
제1차 세계 대전이 진행 중이던 1914년 8월 독일 제국이 중립국으로 있던 벨기에를 침공하자 영국은 독일 제국에 선전포고를 했다. 한편 독일 제국의 수상을 역임하고 있던 테오발트 폰 베트만홀베크는 "영국과 독일이 종잇조각 하나 때문에 전쟁을 벌이는 것인가?"라는 의견을 전달했다.

## 같이 보기
- 슐리펜 계획